# Pro-opiomelanocortine
Het pro-opiomelanocortine (POMC) is een precursorpolypeptide met 241 aminozuurresiduen. POMC wordt gesynthetiseerd in de corticotrofe cellen van de hypofysevoorkwab, de hypothalamus, de placenta en het epitheel uit de 267 aminozuren lange polypeptideprecursor pre-pro-opiomelanocortine (pre-POMC) door de verwijdering van een 26 aminozuren lange signaalpeptide tijdens translatie. POMC maakt deel uit van het centrale melanocortine systeem. 

## Structuur en verwerking
| POMC  |       |      |               |               |               |               |
|       |       |      |               |               |               |               |
| γ-MSH | ACTH  | ACTH | β-lipotropine | β-lipotropine | β-lipotropine | β-lipotropine |
|       |       |      |               |               |               |               |
|       | α-MSH | CLIP | γ-lipotropine | γ-lipotropine | β-endorfine   |               |
|       |       |      |               |               |               |               |
|       |       |      |               | β-MSH         |               |               |

Het menselijke POMC bestaat uit 241 aminozuren. Het gen bevindt zich op het chromosoom 2-gedeelte 2p23.3.
Het prohormoon wordt weefselspecifiek enzymatisch gesplitst in verschillende peptidehormonen:
- Corticotropine (ACTH)
- Corticotropine-achtige tussenvormpeptide (CLIP)
- Melanocyt-stimulerende hormonen (MSH): α-MSH, β-MSH, γ-MSH, 𝛿-MSH (aanwezig in haaien)[3] en ε-MSH (aanwezig in sommige beenvissen)[4])
- γ-Lipotropine (γ-LPH)
- β-Lipotropine (β-LPH)
- β-endorfine

De productie van β-MSH vindt plaats bij mensen, maar niet bij muizen of ratten vanwege de afwezigheid van de enzymatische verwerkingsplaats in het POMC van knaagdieren.
In de hypofysevoorkwab worden corticotropine (ACTH) en β-lipotropine afgesplitst, in de hypofysemiddenkwab worden CLIP, α-MSH, γ-LPH en β-endorfine uitgescheiden. Splitsingsplaatsen bestaan uit de sequenties Arg-Lys, Lys-Arg of Lys-Lys.
Deze hormonen spelen een rol bij pijn, homeostase van de lichaamstemperatuur, lichaamsgewicht, stimulatie van melanocyten, regulering van hongergevoel en seksualiteit.
Mutaties in dit gen zijn in verband gebracht met een bepaalde vorm van vroege obesitas, bijnierschorsinsufficiëntie en rode haarkleur.
Enzymen die verantwoordelijk zijn voor de verwerking van POMC-peptiden zijn onder meer prohormoon convertase 1 (PC1), prohormoon convertase 2 (PC2), carboxypeptidase E (CPE), peptidyl-α-amiderende mono-oxygenase (PAM), N-acetyltransferase (N-AT) en prolylcarboxypeptidase (PRCP).

## Regulering door de fotoperiode
De niveaus van pro-opiomelanocortine worden bij sommige dieren indirect gereguleerd door de fotoperiode. De regulatie ervan hangt af van de route van schildklierhormonen die rechtstreeks door de fotoperiode wordt gereguleerd. Een voorbeeld zijn de Russische dwerghamsters die, afhankelijk van de fotoperiode, fysiologische seizoensveranderingen ondergaan. Tijdens de lente, wanneer er meer dan 13 uur licht per dag is, bevordert jodothyroninedeiodinase 2 (DIO2) de omzetting van het prohormoon thyroxine (T4) in het actieve hormoon tri-iodothyronine (T3) door de verwijdering van een jodiumatoom op de buitenring. Het zorgt ervoor dat T3 zich kan binden aan de schildklierhormoonreceptor (TR), die zich vervolgens bindt aan schildklierhormoonresponselementen (TRE's) in de DNA-sequentie. De proximale promotorsequentie van POMC bevat twee halve locaties van schildklierreceptor 1b (Thrb): TCC-TGG-TGA en TCA-CCT-GGA, wat aangeeft dat T3 mogelijk in staat is POMC-transcriptie direct te reguleren. Om deze reden neemt het POMC-niveau tijdens de lente en de vroege zomer toe als gevolg van het verhoogde niveau van T3.
Tijdens de herfst en winter, wanneer er minder dan 13 uur licht per dag is, verwijdert joodthyroninedesiodinase 3 echter een jodiumatoom dat thyroxine omzet in het inactieve omgekeerde tri-iodothyronine (rT3), of dat het actieve tri-iodothyronine omzet in di-iodothyronine (T2). Bijgevolg is er minder T3 en blokkeert het de transcriptie van POMC, waardoor de niveaus ervan tijdens deze seizoenen dalen.

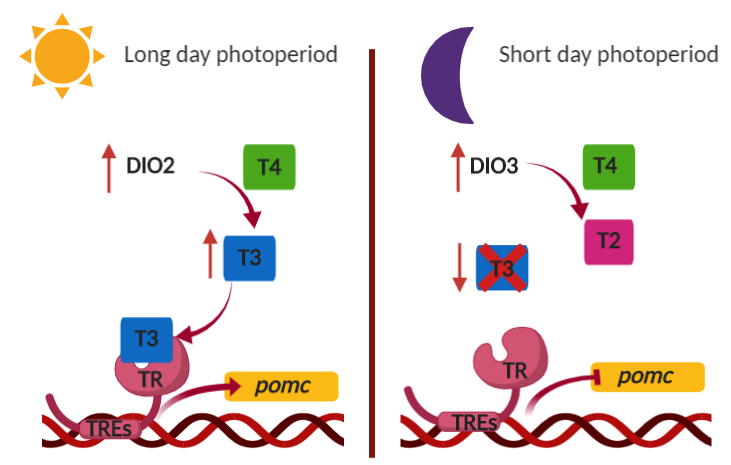
Regulering van pro-opiomelanocortine door de fotoperiode en schildklierhormonen

Invloeden van fotoperioden op relevante vergelijkbare biologische endocriene veranderingen die veranderingen in de schildklierhormoonregulatie bij mensen aantonen, moeten nog adequaat worden gedocumenteerd.

## Klinische betekenis
Een studie concludeerde dat polymorfisme van een pro-opiomelanocortine gen alleen bij zwaarlijvige patiënten geassocieerd was met hogere nuchtere insulineniveaus. Deze bevindingen ondersteunen de hypothese dat de melanocortineroute het glucosemetabolisme bij zwaarlijvige personen kan moduleren, wat wijst op een mogelijke gen-omgevingsinteractie. De POMC-variant is mogelijk betrokken bij het natuurlijke beloop van polygene obesitas, wat bijdraagt aan het verband tussen diabetes type 2 en obesitas.
Bij patiënten met een sepsis zijn de circulerende plasmaconcentraties van POMC verhoogd.  De klinische betekenis wordt momenteel onderzocht. Een verdere verhoging van de systemische beschikbaarheid van glucocorticoïden via infusie van hydrocortison bij muizen met een bloedvergiftiging resulteerde in een onderdrukking van ACTH, een eindproduct van POMC, maar niet in een onderdrukking van POMC.

### Dexamethasonsuppressietest
Bij het syndroom van Cushing is er sprake van te veel cortisol en zal, bij patiënten die verdacht worden van deze aandoening, een test worden toegepast die de cortisol productie remt, zoals de dexamethason remmingstest. Dexamethason is een synthetisch glucocorticosteroïde met een vergelijkbare werking als cortisol. Het werkt alleen ongeveer 60 maal sterker dan cortisol. Bij gezonde personen wordt de ACTH-afgifte geremd door dexamethason, via de negatieve feedbackwerking op de hypofyse en hypothalamus. Bij patiënten met het syndroom van Cushing wordt de ACTH-afgifte echter niet geremd door deze lage dosis dexamethason. Tijdens deze test wordt om 23.00 uur dexamethason (1 mg) toegediend, waarna de volgende ochtend om 08.00 uur de cortisolconcentratie in het bloed bepaald wordt.